# نوفارتس
نوفارتس الدولية هي واحدة من أكبر الشركات متعددة الجنسيات المصنعة للأدوية في العالم، يقع مقرها في بازل بسويسرا.
 تصنع الشركة أدوية مثل كلوزابين وفولتارين وتجريتول وفوراديل وميفلونيد وديوفان وجليفيك وسيكلوسبورين وليتروزول وفيميتالين وديفيراسيروكس والكثير غيرها.
عندما اندمجت شركتي سيبا جيجي وساندوز في مارس عام 1996، شكلا شركة نوفارتس للأدوية والكيماويات الزراعية. بعد فترة وجيزة تم بيع الشركتين، وأصبحت شركة نوفارتس شركة مستقلة. اختفت علامة ساندوز التجارية من السوق لمدة ثلاثة أعوام، ثم تم احياؤها مرة أخرى في عام 2003 عندما قامت شركة نوفارتس بدمج أعمال الأدوية الخاصة بها في شركة فرعية وأطلقت عليها اسم ساندوز.
في عام 2000، عملت كل من شركتي أسترازينيكا ونوفارتس على إنهاءة أعمالهم في مجال الكيماويات الزراعية للمحاصيل المعدلة وراثيا.
حصلت شركة نوفارتس على عضوية كاملة في الاتحاد الأوروبي للصناعات والجمعيات الصيدلانية، الاتحاد الدولي للمصنعين والجمعيات الصيدلانية، وشركة البحوث الصيدلانية ومصنعو أمريكا.

## هيكل الشركة
المساهمون في الشركة حسب الدولة اعتبارا من عام 2019:

نوفارتس هي شركة سويسرية قابضة مدرجة في البورصة وتعمل من خلال مجموعة نوفارتس. تمتلك الشركة جميع فروع نوفارتس في جميع أنحاء العالم سواء كانت بطريقة مباشرة أو غير مباشرة، فجميعها تابعة لمجموعة نوفارتس.
تنقسم مجموعة نوفارتس إلى ثلاثة أقسام تشغيلية:
- الأدوية المبتكرة
- الأدوية الجنسية
- والعناية بالعين

في أبريل عام 2019، انفصلت شركة نوفارتس عن شركة ألكون.
يتكون قسم الأدوية المبتكرة في نوفارتس من وحدتي عمل:
- نوفارتس للأدوية
- نوفارتس للأورام

يعمل تحت شركة نوفارتس عدة شركات، لكل منهم القسم الذي يعمل به وتصنفها نوفارتس إلى:
- القابضة
- المالية
- المبيعات
- الإنتاج
- البحث[15][19]

تمتلك شركة نوفارتس 33.3% من أسهم شركة هوفمان-لا روش، لكنها لم تفرض السيطرة عليها.
لدي شركة نوفارتس اتفاقيات ترخيص مع جينينتيك وشركة أخرى تابعة لشركة هوفمان-لا روش. بالإضافة إلى اتفاقيتان مع لوسينتس و اكسولير بدون ترخيص.
في عام 2014، أنشأت شركة نوفارتس مركز طبي في حيدر أباد بالهند، للقيام بالعديد من وظائف البحث والتطوير والتطور السريري والكتابة الطبية والوظائف الإدارية في الخارج. يدعم المركز عمليات الأدوية الرئيسية في قطاعات الأدوية التي تشرف عليها شركة نوفارتس والعناية بالعيون التي تشرف عليها شركة ألكون والأدوية الجنيسة التي تشرف عليها شركة ساندوز.

## الوضع في قطاعات السوق
في عام 2019، صنفت شركة نوفارتس كثاني أكبر شركة أدوية في العالم من حيث القيمة السوقية.
عندما اشترت شركة نوفارتس شركة ألكون كانت مبيعات ألكون السنوية 6.5 مليار دولار وصافي الدخل 2 مليار دولار.
في أبريل عام 2019، أكملت شركة نوفارتس عملية الانقسام التابعة لشركة ألكون ككيان تجاري منفصل.
منذ عام 2013 وحتى عام 2019، كانت شركة ساندوز هي ثاني أكبر شركة مصنعة للأدوية العامة في العالم.
حصلت شركة ساندوز على الموافقات الأولى للبدائل الحيوية في الاتحاد الأوروبي، بسبب أنها تتصدر البدائل الحيوية.
في عام 2018، سجلت شركة ساندوز مبيعات بقيمة 9.9 مليار دولار أمريكي.
في عام 2013، أعلنت شركة نوفارتس انها تدرس بيع قسم اللقاحات والتشخيص، وفي أواخر عام 2015، تم البيع، وتم دمج القسم مع شركة بايوسسل المحدودة الخاصة وكيان سيكيورايس المشترك.
في عام 2018، باعت شركة نوفارتس قسم لقاحات المشروع المشترك للرعاية الصحية للمستهلكين لشركة جلاكسو سميث كلاين مقابل 13 مليار دولار أمريكي. في الآونة الأخيرة قلت مبيعات شركة نوفارتس بسبب المشاكل التي حدثت في مصنعها الرئيسي في الولايات المتحدة الأمريكية.
لدى شركة نوفارتس علامتان تجاريتان تباع منتجاتهما بدون وصفة طبية وهم تيرافلو وإكسيدرين.
في عام 2018، احتلت شركة نوفارتس المرتبة الثانية في مؤشر الوصول إلى الطب، وهو الذي يصنف الشركات على مدى سهولة إتاحة منتجاتها للفقراء في العالم.

## المالية
أعلنت شركة نوفارتس في السنة المالية 2019، أنها حصلت على أرباح بلغت 11,732 مليار دولار أمريكي، بإيرادات سنوية قدرها 48,677 مليار دولار أمريكي، بزيادة قدرها 5.59% عن السنة المالية السابقة.
```
في 28 أبريل عام 2020، وصل سعر السهم الواحد من أسهم شركة نوفارتس إلى 88.14 
دولار أمريكي
، حيث بلغت القيمة السوقية 205.32 مليار دولار أمريكي.
```

| عام  | الربح مليون دولار أمريكي | صافي الربح مليون دولار أمريكي | السعر بالسهم مليون دولار أمريكي | الموظفين |
| ---- | ------------------------ | ----------------------------- | ------------------------------- | -------- |
| 2005 | 29,753                   | 6,130                         | 32.03                           |          |
| 2006 | 35,105                   | 7,175                         | 36.99                           |          |
| 2007 | 38,947                   | 11,946                        | 37.10                           |          |
| 2008 | 42,584                   | 8,195                         | 35.44                           |          |
| 2009 | 45,103                   | 8,400                         | 31.98                           |          |
| 2010 | 51,561                   | 9,794                         | 39.41                           |          |
| 2011 | 59,375                   | 8,940                         | 44.42                           |          |
| 2012 | 51,971                   | 9,270                         | 46.50                           |          |
| 2013 | 52,716                   | 9,175                         | 61.40                           | 135,696  |
| 2014 | 53,634                   | 10,210                        | 76.50                           | 133,413  |
| 2015 | 50,387                   | 17,783                        | 86.92                           | 122,966  |
| 2016 | 49,436                   | 6,712                         | 71.10                           | 122,985  |
| 2017 | 50,135                   | 7,703                         | 77.33                           | 126,457  |
| 2018 | 46,099                   | 12,614                        | 91.13                           | 129,924  |
| 2019 | 48,677                   | 11,732                        | 88.14                           | 103,914  |

## التاريخ
في مارس عام 1996، تم إنشاء شركة نوفارتس من خلال اندماج شركة ساندوز وشركة سيبا جيجي، وهما شركتان سويسريتان.

### سيبا جيجي
في عام 1970، تم تأسيس شركة سيبا جيجي من خلال اندماج شركة جي آر جيجي المحدودة التي تأسست في بازل عام 1857 وشركة بازل للصناعات الكيماوية التي تأسست أيضا في بازل عام 1859.
بدأ نشاط شركة سيبا في عام 1859، وتولي ألكسندر كلافيل مؤسس الشركة إنتاج الفوشين لأعمال صباغة الحرير في بازل.
في عام 1873، باع كلافيل مصنع الأصباغ لشركة بيندسشدلر وبوش.
في عام 1884، تم تحويل شركة بيندسشدلر وبوش إلى شركة مساهمة باسم شركة بازل للصناعات الكيماوية. تم اعتماد اختصار سي أي بي أيه كاسم للشركة في عام 1945.
في عام 1857، استحوذ كل من يوهان رودولف جيجي ميريان ويوهان مولر باك على موقع في بازل، ثم قاموا ببناء مطحنة خشب للصباغه ومصنع لاستخراج الصبغة. في عام 1859، بدأوا في إنتاج الفوشين الصناعي.
في عام 1901، تم تأسيس شركة جيجي العامة المحدودة، في عام 1914 تم تغيير الاسم من جيجي العامة المحدودة إلى جي أر جيجي المحدودة.
في عام 1970، اندمجت شركة جيجي وشركة بازل للصناعات الكيماوية لتتشكل شركة بازل وجيجي للصناعات الكيماوية المحدودة.

### جدل منتصف التسعينيات
في منتصف التسعينيات، أثبتت الوكالات الصحية والبيئية والحكومية الفيدرالية حدوث زيادة في حالات الإصابة بسرطان الأطفال في تومز ريفر بنيوجيرسي في الفترة ما بين عام 1970 وعام 1995. أشارت التحقيقات المتعددة التي أجرتها الوكالات البيئية والصحية على مستوى الولاية والولاية الفيدرالية إلى أن المصدر المحتمل لزيادة مخاطر الإصابة بالسرطان هو التلوث من مصنع تومز ريفر للكيماويات الذي تديره شركة سيبا جيجي بعد ذلك، الذي يعمل منذ عام 1952.
في عام 1983، تم تصنيف المنطقة على أنها متحدة مع وكالة حماية البيئة الأمريكية في منطقة سوبرفند، بعد تحديد عمود من المواد الكيميائية السامة تحت الأرض.
في عام 1984، تم إغلاق أنبوب التفريغ بعد أن اكتشاف حفرة في زاوية شارع باي وشارع فون تتسبب في التسريب.
في عام 1996، توقف المصنع عن العمل.
إشارات إحدى الدراسات إلى أن معدلات الإصابة بالسرطان بدأت في الانخفاض من عام 1996 إلى عام 2000 مقارنة بالمعدلات السابقة.
منذ عام 1996، يخضع نظام مياه نهر تومز لاختبارات المياه الأكثر صرامة في نيوجيرسي ويعتبر أمنا للاستهلاك. درس دان فاجن نهر تومز في قصة العلم والخلاص، الكتاب الحائز على جائزة بوليتزر لعام 2014، مسألة التلوث الصناعي في الموقع بالتفصيل.

### ساندوز
قبل اندماج شركة ساندوز مع شركة سيبا جيجي لتشكيل شركة نوفارتس في عام 1996، كانت ساندوز شركة أدوية مقرها في بازل بسويسرا، واشتهرت بتطوير عقاقير مثل سيكلوسبورين لزراعة الأعضاء، كلوزاريل المضاد للذهان العقلي، وأقراص ميلاريل وأقراص سيرينتيل لعلاج الاضطرابات النفسية، وأقراص كافيرجوت وتحاميل توريكان لعلاج الصداع النصفي.
في عام 1886، تم تأسيس شركة الكيماويات كيرن وساندوز من قبل ألفريد كيرن وإدوارد ساندوز.
الازارين الأزرق والأورامين هي أول الأصباغ التي صنعت في شركة الكيماويات كيرن وساندوز.
بعد وفاة كيرن في عام 1895، بدأت الشركة في إنتاج عقار أنتيبيرين الخافض للحرارة.
في عام 1899، بدأت الشركة في إنتاج مركب السكرين الكيميائي بديل السكر. بدأت الشركة في المزيد من الأبحاث الصيدلانية في عام 1917 تحت قيادة آرثر ستول، وهو مؤسس قسم الأدوية في ساندوز في عام 1917.
في عام 1918، عزل آرثر ستول الإرغوتامين من الإرغوت. تم استخدام المادة في النهاية لعلاج الصداع النصفي والصداع وتم إدخالها تحت الاسم التجاري جينيرجين في عام 1921.
أنتجت شركة ساندوز بين الحربين العالميتين عقار جينيرجن في عام 1921، وكالسيوم ساندوز بالإضافة إلى مواد كيميائية للمنسوجات والورق والجلود في عام 1929.
في عام 1939، بدأت ساندوز في إنتاج الكيماويات الزراعية.
في عام 1943، تم اكتشاف التأثيرات المخدرة لثنائي إيثيل أميد حمض الليسرجيك في مختبرات ساندوز، من قبل آرثر ستول وألبرت هوفمان.
من عام 1947 إلى منتصف الستينيات، بدأت ساندوز في التجارب السريرية وتسويق المادة تحت اسم ديليساد كعلاج نفسي، ويعتقد أنه يعالج مجموعة متنوعة من الأمراض العقلية، بدءا من إدمان الكحول إلى الشذوذ الجنسي.
اقترح ساندوز أن الأطباء النفسيين يجب أن يتناولوا عقار إل إس دي بأنفسهم، لفهم شخصية المصاب بالفصام، وفعل الكثيرون ذلك بالضبط وكذلك فعل باحثون علميون آخرون.
في بداية عام 1954، تلقت منتجات ساندوز دعاية واسعة النطاق في مجلة تايم.
بلغ البحث عن إل إس دي ذروته في الخمسينيات وأوائل الستينيات. في عام 1965، سحبت ساندوز العقار من السوق. بعد أن بدأ عالم النفس تيموثي ليري بجامعة هارفارد في الترويج لاستخدام العقار في التجارب الترفيهية والروحية بين عامة الناس، وأصبح العقار حداثة ثقافية في الستينيات.
في عام 1964، افتتحت شركة ساندوز مكاتبها التجارية الأولى، واندمجت مع شركة واندير التي تعرف باسم ايزوستار أو أوفومالتين. في نفس العام استحوذت شركة ساندوز على شركة ديلمارك و واسابرود، وهي شركة سويدية لتصنيع الخبز المقرمش وشركة منتجات جربر وهي شركة تصنع أغذية للأطفال.
في 1 نوفمبر عام 1986، اندلع حريق في غرفة تخزين مصنع الإنتاج ، مما أدى إلى تسرب مادة ساندوز الكيميائية وكمية كبيرة من المبيدات الحشرية التي تم إطلاقها في نهر الراين العلوي. وتسببت في قتل العديد من الأسماك والحياة المائية الأخرى.
في عام 1995، انفصلت شركة ساندوز عن أعمالها المتخصصة في المواد الكيميائية لتشكيل شركة كلارينت. في عام 1997، اندمجت كلارينت مع شركة المواد الكيميائية المتخصصة التي انبثقت عن شركة هويشت في ألمانيا.

## الاندماج
في عام 1996، اندمجت شركة سيبا جيجي مع شركة ساندوز، في قسمي الأدوية والكيماويات الزراعية لتتشكل شركة نوفارتس. بعد ذلك تم تأسيس شركتي احداهم أطلق عليها ساندوز والأخرى سيبا جيجي وعملا كشركات مستقلة. وشكلا مرة أخري شركة كيماويات سيبا التخصصية.
تم بيع شركة تقنيات البناء الرئيسية ساندوز، وهي شركة منتجة للمواد الكيميائية المستخدمة في عمليات البناء، لشركة إس كيه دبليو تروستبرج أيه جي، وهي شركة تابعة لشركة الطاقة الألمانية في أي أيه جي. التي تعمل في مبيدات أعشاب الذرة في أمريكا الشمالية كجزء من شركة صناعة الكيماويات الألمانية بي أيه إس إف.

### ما بعد الاندماج

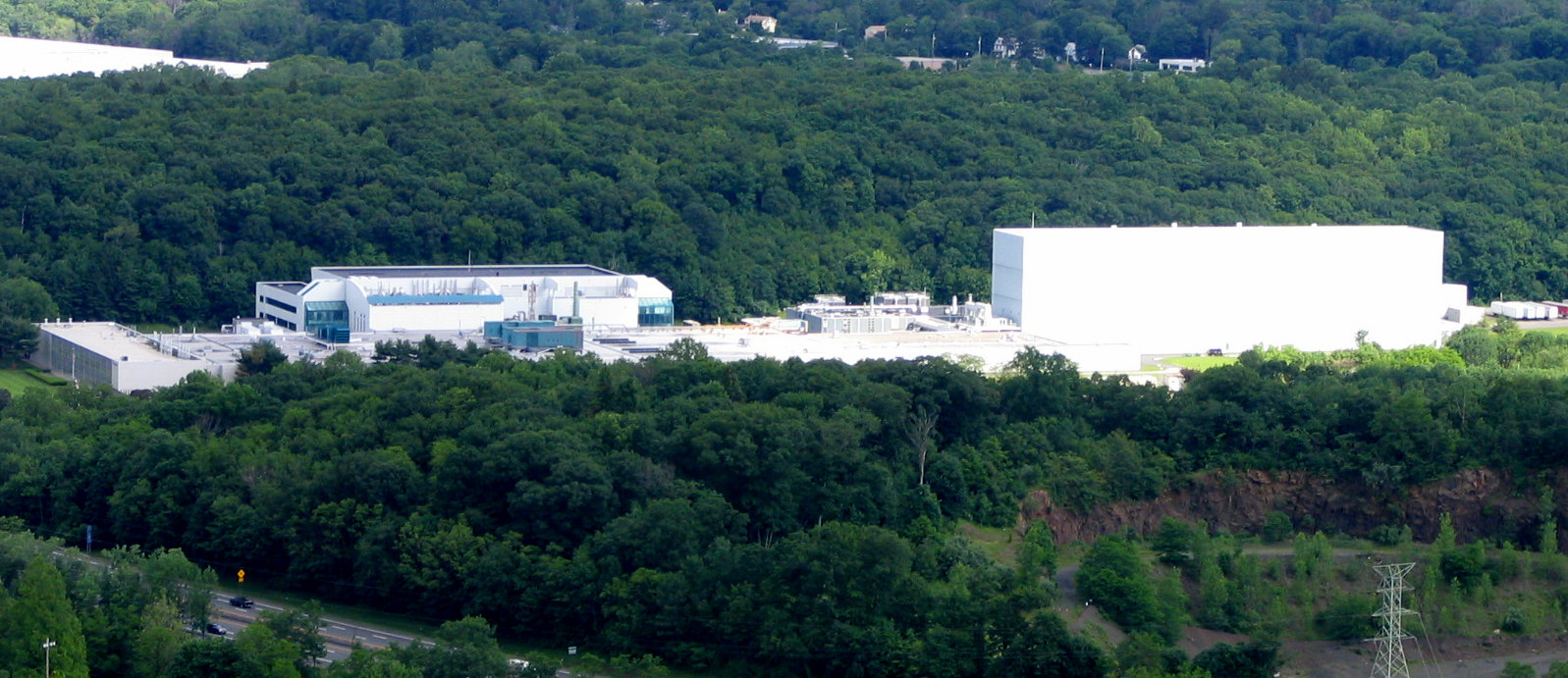
أحد منشآت إنتاج الأدوية لشركة نوفارتيس في سوفيرن، نيويورك، الولايات المتحدة

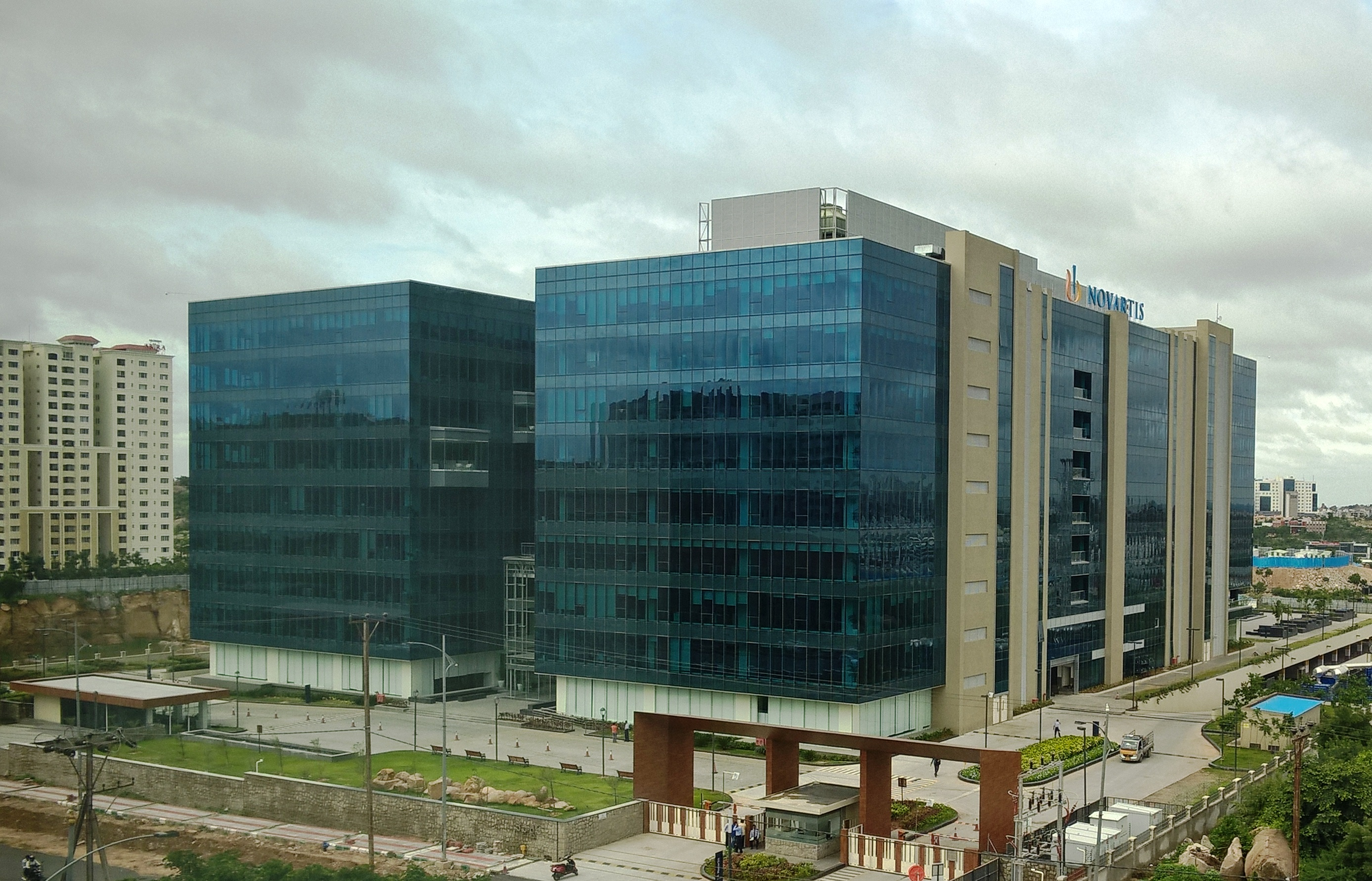
المقر الرئيسي لشركة نوفارتيس الهند في مدينة هايتك، حيدر أباد

في عام 1998، دخلت شركة نوفارتس في اتفاقية ترخيص التكنولوجيا الحيوية مع جامعة كاليفورنيا في قسم بيولوجيا النبات والبيولوجيا الميكروبية بجامعة كاليفورنيا. أعرب منتقدو الاتفاقية عن قلقهم بشأن احتمالات أن تقلل الاتفاقية من الموضوعية الأكاديمية، أو تؤدي إلى تسويق النباتات المعدلة وراثيا. انتهت الاتفاقية في عام 2003.

#### من عام 2000 إلى عام 2010
في عام 2000، جمعت كل من شركتي نوفارتس و أسترازينيكا أقسامهما التجارية الزراعية لإنشاء شركة جديدة تسمى سينجينتا.
في عام 2003، جمعت شركة نوفارتيس جميع أعمالها في مجال الأدوية الجنيسة في قسم واحد، ودمجت بعض الشركات التابعة لها في شركة واحدة، وأعادت استخدام الاسم التجاري السابق ساندوز.
في عام 2005، استحوذت شركة نوفارتس على شركة هيكسال إحدى شركات الأدوية العامة الرائدة في ألمانيا وشركة مختبرات إيون وهي شركة أدوية عامة سريعة النمو في الولايات المتحدة بمبلغ 8.29 مليار دولار أمريكي، وقامت بضمهما إلى شركتها الفرعية ساندوز.
في عام 2006، استحوذت شركة نوفارتس على شركة تشيرون في كاليفورنيا. ثم قسمت نوفارتس شركة تشيرون إلى ثلاثة وحدات:
- لقاحات تشيرون
- اختبارات الدم تشيرون
- بيوفارم للأدوية تشيرون

وتم دمج وحدة المستحضرات الصيدلانية الحيوية في شركة نوفارتيس للادوية، وتحويل وحدات اللقاحات وفحص الدم إلى قسم جديد للقاحات والتشخيص في نوفارتس.
في عام 2006، أصبحت ساندوز أول شركة تمتلك أدوية حيوية معتمدة في أوروبا مع عقار هرمون النمو البشري المؤتلف.
في عام 2007، باعت شركة نوفارتس شركة منتجات جربر إلى شركة نستله كجزء من جهودها المستمرة للتخلي عن أعمال ساندوز و سيبا جيجي القديمة والتركيز على الرعاية الصحية.
في عام 2009، توصلت شركة نوفارتس إلى اتفاقية للاستحواذ على حصة 85% من شركة اللقاحات الصينية تشجيانغ تيانيوان للأدوية الحيوية المحدودة، كجزء من مبادرة إستراتيجية لبناء شركة رائدة في صناعة اللقاحات في الصين وتوسيع التواجد المحدود للمجموعة في هذا الجزء من السوق سريع النمو. سيتطلب هذا الاستحواذ المقترح موافقات حكومية وتنظيمية من الصين.
في عام 2010، عرضت شركة نوفارتيس مبلغ 39.3 مليار دولار أمريكي للاستحواذ الكامل على شركة ألكون، أكبر شركة للعناية بالعيون في العالم، بما في ذلك حصة الأغلبية التي تمتلكها شركة نستله. حيث أن نوفارتيس قد قامت بشراء 25% من شركة ألكون في عام 2008.
أنشأت شركة نوفارتس قسما جديدا وأطلقت عليه اسم ألكون ووضعت فيه شركة سيبا للرؤية الفرعية التابعة لها وشركة نوفارتيس لطب العيون، والتي أصبحت ثاني أكبر قسم في شركة نوفارتس. وبلغت التكلفة الإجمالية لشركة ألكون 60 مليار دولار.

#### منذ عام 2011 حتى الآن
في عام 2011، استحوذت شركة نوفارتس على شركة جينوبتيكس لتشخيص المختبرات الطبية، لتكون أساس قوي لبرامج العلاج الفردية الخاصة بشركة نوفارتس. قامت نوفارتس بخفض عدد الموظفين في كل من سويسرا بنحو 2000 موظف والولايات المتحدة بنحو 1400 موظف، وإغلاق العديد من المواقع.
في عام 2012، أنشأت شركة نوفارتس 2000 مقر جديد تقريبا في الولايات المتحدة وأصبحت في المقام الأول من حيث المبيعات، لكن تراجعت الإيرادات في عقار ديوفان لأنه يتسبب في ارتفاع ضغط الدم، والذي كان سيؤدي بالشركة إلى فقدان حماية براءات الاختراع.
في عام 2012 أيضا، قامت شركة نوفارتس بتخفيض عدد الموظفين. وأصبحت نوفارتيس أكبر شركة مصنعة للأدوية العامة للعناية بالبشرة في العالم، بعد موافقتها على شراء صيدلية فوجيرا مقابل 1.525 مليار دولار نقدا.
في عام 2013، أصدرت المحكمة الهندية العليا قرارا برفض طلب براءة اختراع نوفارتيس في الهند بشأن الشكل النهائي لعقار جليفيك، وهو عقار نوفارتيس المضاد للسرطان وأثارت القضية جدلا كبيرا. في عام 2013، رفعت حكومة الولايات المتحدة دعوى ضد شركة نوفارتيس، بدعوى رشوة الأطباء لمدة عشر سنوات حتى يتم توجيه مرضاهم نحو أدوية الشركة.
في يناير 2014، أعلنت شركة نوفارتيس عن خطط لإلغاء 500 عقار من قسم الأدوية. في فبراير 2014، أعلنت نوفارتيس أنها استحوذت على شركة كوستيم للأدوية. في مايو 2014، اشترت شركة نوفارتس حقوق تسويق فوفيستا أوفثوتيك المضاد لعامل النمو المشتق من الصفائح الدموية،والذي يتم فحصه ليستخدم مع العقارات المضادة لـعامل النمو البطاني الوعائي خارج الولايات المتحدة مقابل ما يصل إلى 1 مليار دولار. حصلت شركة نوفارتس على الحقوق الحصرية لتسويق عقار العيون خارج الولايات المتحدة مع الاحتفاظ بحقوق التسويق في الولايات المتحدة. وافقت الشركة على دفع 200 مليون دولار مقدما من عقار أوفثوتيك و 130 مليون دولار من المدفوعات الهامة المتعلقة بتجارب المرحلة الثالثة.
كما أن عقار أوفثوتيك مؤهل لينفق ما يصل إلى 300 مليون دولار اعتمادا على مراحل الموافقة على التسويق في المستقبل خارج أمريكا وما يصل إلى 400 مليون دولار فيما يتعلق بالمبيعات. في سبتمبر عام 2014، أنفق عقار أوفثوتيك في أول دفعة تجريبية للمرحلة الثالثة قيمة 50 مليون دولار من نوفارتيس. في أبريل عام 2014، أعلنت شركة نوفارتس أنها ستستحوذ على شركة جلاكسو سميث كلاين لأدوية السرطان مقابل 16 مليار دولار بالإضافة إلى بيع أعمال اللقاحات الخاصة بشركة جلاكسو سميث كلاين مقابل 7.1 مليار دولار.
في أغسطس عام 2014، أفادت أخبار من قسم الهندسة الوراثية والتكنولوجيا الحيوية أن شركة نوفارتيس قد استحوذت على حصة 15% من شركة جاميدا سلل مقابل 35 مليون دولار، مع خيار شراء الشركة بأكملها مقابل 165 مليون دولار تقريبا. في أكتوبر عام 2014، أعلنت شركة نوفارتس عن أنها تنوي بيع أعمالها في مجال لقاحات الأنفلونزا بما في ذلك خط أنابيب التطوير الخاص بها، إلى سي إس إل مقابل 275 مليون دولار.
في مارس 2015، أعلنت شركة نوفارتس أن شركة بيوفارما أكملت استحواذها على اثنين من أدوية السرطان المرشحة للمرحلة الثالثة من نوفارتس، مثبط إم إيه كيه 162 بينيميتينيب ومثبط بي أر أيه إف إنكورافينيب، مقابل 85 مليون دولار. بالإضافة إلي أنها باعت سندات أر إن أيه أي التجارية الخاصة بها إلى شركة اروهيد للأدوية مقابل 10 مليون دولار و 25 مليون دولار مقابل أسهم السندات.
في يونيو أعلنت شركة نوفارتس انها ستستحوذ على شركة سبينيفكس للأدوية مقابل ما يزيد عن 200 مليون دولار.
في أغسطس استحوذت شركة نوفارتس على الحقوق المتبقية في الجسم المضاد أحادي النسيلة سي دي 20 أوفاتوموماب من شركة جلاكسو سميث كلاين مقابل مليار دولار.
في أكتوبر، استحوذت نوفارتس على شركة أدميون ثيرابيوتكس مقابل مبلغ لم يتم الإفصاح عنه، بالإضافة إلى ترخيص ٥٠٩ - بي بي إف، وهو مضاد لمستقبلات الأدينوزين أيه 2 أيه الذي يوجد في المرحلة الأولى من التجارب السريرية لسرطان الرئة ذو الخلايا الكبيرة، من بالوبيوفارما.
في نوفمبر عام 2016، أعلنت شركة نوفارتس أنها ستستحوذ على شركة سيليكسيس للادوية مقابل 665 مليون دولار.
في ديسمبر، استحوذت الشركة على شركة إنكور فيجن، واكتسبت المجمع الرئيسي للشركة أيه في 06، وهو أول علاج موضعي في فئته لقصر النظر الشيخوخي. في نفس الشهر، استحوذت شركة نوفارتس على مجموعة زياركو المحدودة، مما يسمح لنوفارتس بالدخول في أدوية الأكزيما.
في أواخر أكتوبر عام 2017، أعلنت رويترز أن شركة نوفارتس ستستحوذ على شركة تطبيقات المعجل المتقدمة مقابل 3.9 مليار دولار، ودفع 41 دولار لكل سهم عادي و 82 دولار لكل سهم وديع أمريكي يمثل علاوة 47٪.
في مارس عام 2018، أعلنت شركة جلاكسو سميث كلاين أنها توصلت إلى اتفاق مع شركة نوفارتس للاستحواذ على حصة نوفارتس البالغة 36.5 % في مشروعها المشترك للرعاية الصحية الاستهلاكية مقابل 13 مليار دولار.
في أبريل من نفس العام، استخدمت الشركة بعض العائدات من صفقة جلاكسو سميث كلاين للحصول على شركة أفكسيس مقابل 8.7 مليار دولار، واكتسبت المجمع الرئيسي 101-أيه في إكس إس المستخدم في علاج ضمور العضلات الشوكي.
في أغسطس عام 2018، وقعت شركة نوفارتيس صفقة مع شركة لايكنا للأدوية ومقرها شنغهاي لعقاقير علاج السرطان في المرحلة السريرية. منحت شركة نوفارتيس شركة لايكنا الحقوق الدولية الحصرية للأدوية التي تستخدم عن طريق الفم من مثبطات بان-أكت كيناز وهي أيه إس بي 138 و يو بي بي 795.
في منتصف شهر أكتوبر، أعلنت شركة نوفارتس انها ستستحوذ على شركة إندوسيت مقابل 2.1 مليار دولار وستقوم بدمجها مع شركة تابعة لها أنشئت حديثا. وافقت شركة إندوسيت على عرض نوفارتس في مجال المستحضرات الصيدلانية المشعة، مع استهداف شركة إندوسيت للمرة الأولى في فئتها 177 إل يو-بي إس إم أيه 617 ضد سرطان البروستاتا النقيلي المقاوم للإخصاء.
في أواخر ديسمبر، أعلنت الشركة أنها ستستحوذ على الشركة المصنعة للعقود ومقرها فرنسا، مما يعزز قدرتها على إنتاج العلاجات الخلوية والجينية.
في 9 أبريل 2019، أعلنت شركة نوفارتس أنها أكملت عملية الانقسام في ألكون ككيان تجاري منفصل.
في أواخر عام 2019، تم إدراج شركة ألكون في بورصة إس أي إكس في سويسرا وبورصة إن واي إس إيه في الولايات المتحدة، ثم أعلنت شركة نوفارتس عن تحالف ذكاء اصطناعي لمدة خمس سنوات مع شركة مايكروسوفت. حيث تهدف الشركات إلي إنشاء تطبيقات لقدرات مايكروسوفت للذكاء الاصطناعي، وبالتالي يتم تحسين عمليات تطوير الأدوية لدى المصنعين.
تسعى ميكروسوفت إلى اختبار منتجات الذكاء الاصطناعي التي تعمل عليها بالفعل في مواقف الحياة الواقعية. وتسعى إلى صفقة لإيجاد حلول لتنظيم واستخدام البيانات الناتجة عن التجارب المعملية والتجارب السريرية والمصانع الخاصة بشركة نوفارتس، بالإضافة إلي تحسين صنع الخلية التائية لمستقبل المستضد الوهمي. وستقوم أيضا بتطبيق الذكاء الاصطناعي على الكيمياء التوليدية لتعزيز تصميم الأدوية.
في نوفمبر عام 2019، أعلنت شركة ساندوز انها ستستحوذ على الأعمال اليابانية لشركة آسبن العالمية مقابل 330 مليون دولار، مما يؤدي إلى تعزيز الأعمال في آسيا.
في أواخر نوفمبر عام 2019، أعلنت شركة ساندوز أنها ستستحوذ على شركة الأدوية مقابل 9.7 مليار دولار أمريكي، من أجل الحصول على عقار خفض الكوليسترول.
في أبريل عام 2020، أعلنت نوفارتس انها ستستحوذ على شركة أمبليوتك.
في سبتمبر عام 2020، فرضت هيئة المنافسة الفرنسية غرامة قدرها 385 مليون يورو على شركة نوفارتس بسبب اتهامها بممارسات مسيئة على مبيعات شركة لوسينتس وانتاجها لعقار أرخص. في نفس الشهر، استأجرت شركة التكنولوجيا الحيوية منشأة إنتاج كبيرة من شركة نوفارتس لمتابعة جميع الطلبات المسبقة للقاح فيروس كورونا في أوروبا وبيعه إلى الصين.
في أكتوبر عام 2020، أعلنت شركة نوفارتيس أنها ستستحوذ على شركة فيدريب بيو مقابل 280 مليون دولار لتعزيز عروض الخلايا التجارية والعلاج الجيني.
في نفس الشهر اشترت شركة نوفارتس 6% من جميع الأسهم القائمة في شركة الشركاء الجزيئي للأبحاث السويسرية بسعر 23 فرنك سويسري للسهم الواحد، كجزء من مشروع مشترك لتطوير عقاقير علاجية لمكافحة فيروس كورونا.
في ديسمبر عام 2020، أعلنت شركة نوفارتس انها ستستحوذ على شركة المداواة الإيقاعية بمبلغ يصل إلى 770 مليون دولار، بالإضافة إلى أنها ستحصل على الحقوق الكاملة ل سي أيه دي 9303 وهو أحد الأدوية المعالجة لحالات الفصام ( معدل خيفي إيجابي إن إم دي أيه أر)، إم أي جيه 821 ( معدل خيفي سلبي إن إم دي أيه أر)، و سي أيه دي 1883 في المرحلة السريرية للمغير اللوني الموجب لقناة إس كيه.

### تاريخ الاستحواذ
- نوفارتس
  - أنشئت شركة نوفارتس من خلال اندماج شركتي سيبا جيجي وساندوز عام 1996.
    - سيبا جيجي
      - شركة جي آر جيجي المحدودة دمجت في عام 1971
      - شركة سي أي بي أيه دمجت عام 1971.

    - ساندوز
      - شركة كيرن وساندوز للكمياء تأسست عام 1886.
      - استحوذت شركة ساندوز على شركة واندير المحدودة في عام 1967.
      - استحوذت شركة ساندوز على شركة اسبين جلوبل في عام 2019.

  - استحوذت شركة ساندوز على شركة هيكسال في عام 2005.
  - استحوذت شركة ساندوز على مختبرات إيون في عام 2005.
  - استحوذت شركة ساندوز على شركة تشيرون في عام 2006.
    - استحوذت شركة ساندوز على شركة ماتريكس للأدوية في عام 2002.
    - استحوذت شركة ساندوز على شركة باودرجيكت في عام 2003.
    - استحوذت شركة ساندوز على شركة باثوجينيسيس في عام 2001.
      - شركة قيطس
      - أورام القيطس
      - شركة بيوسين
      - تشخيصات تشيرون
      - إنتيروبتكس تشيرون
      - تقنيات تشيرون

    - أداتوميد جي إم بي إتش

  - استحوذت شركة ساندوز على شركة تشجيانج تيانيوان للأدوية الحيوية المحدودة في عام 2009.
  - تأسست شركة ألكون في عام 1945، استحوذت عليها شركة ساندوز في عام 2010.
    - استحوذت شركة ساندوز على شركة تكساس فارماكال  في عام 1979.

  - استحوذت شركة ساندوز على شركة جينوبتيكس  في عام 2009.
  - استحوذت شركة ساندوز على شركة فوجيرا للأدوية في عام 2012.
  - استحوذت شركة ساندوز على شركة كوستيم للأدوية في عام 2014.
  - استحوذت شركة ساندوز على قسم أدوية السرطان من شركة جلاكسو سميث كلاين في عام 2014.
  - استحوذت شركة ساندوز على شركة سبينيفكس للأدوية في عام 2015.
  - استحوذت شركة ساندوز على شركة أدميون ثيرابيوتيك في عام 2015.
  - استحوذت شركة ساندوز على شركة سيليكسيس للادوية في عام 2016.
  - استحوذت شركة ساندوز على مجموعة زياركو المحدودة في عام 2016.
  - استحوذت شركة ساندوز على تطبيقات المسرع المتقدمة في عام 2018.
  - استحوذت شركة ساندوز على شركة أفكسيس في عام 2018.
  - استحوذت شركة ساندوز على شركة إندوسيت في عام 2018.
  - استحوذت شركة ساندوز على شركة سيلفوركيور في عام 2018.
  - استحوذت شركة ساندوز على شركة الأدوية في عام 2019.
  - استحوذت شركة ساندوز على شركة أمبليوتك في عام 2020.
  - استحوذت شركة ساندوز على شركة فيدير بيو في عام 2020.
  - استحوذت شركة ساندوز على شركة كاذنت ثيرابيوتيكس في عام 2020.
    - اندمجت شركة لوك ثيرابيوتيكس في عام 2017.
    - اندمجت شركة ادوية أتاكسون في عام 2017.

## أبحاث

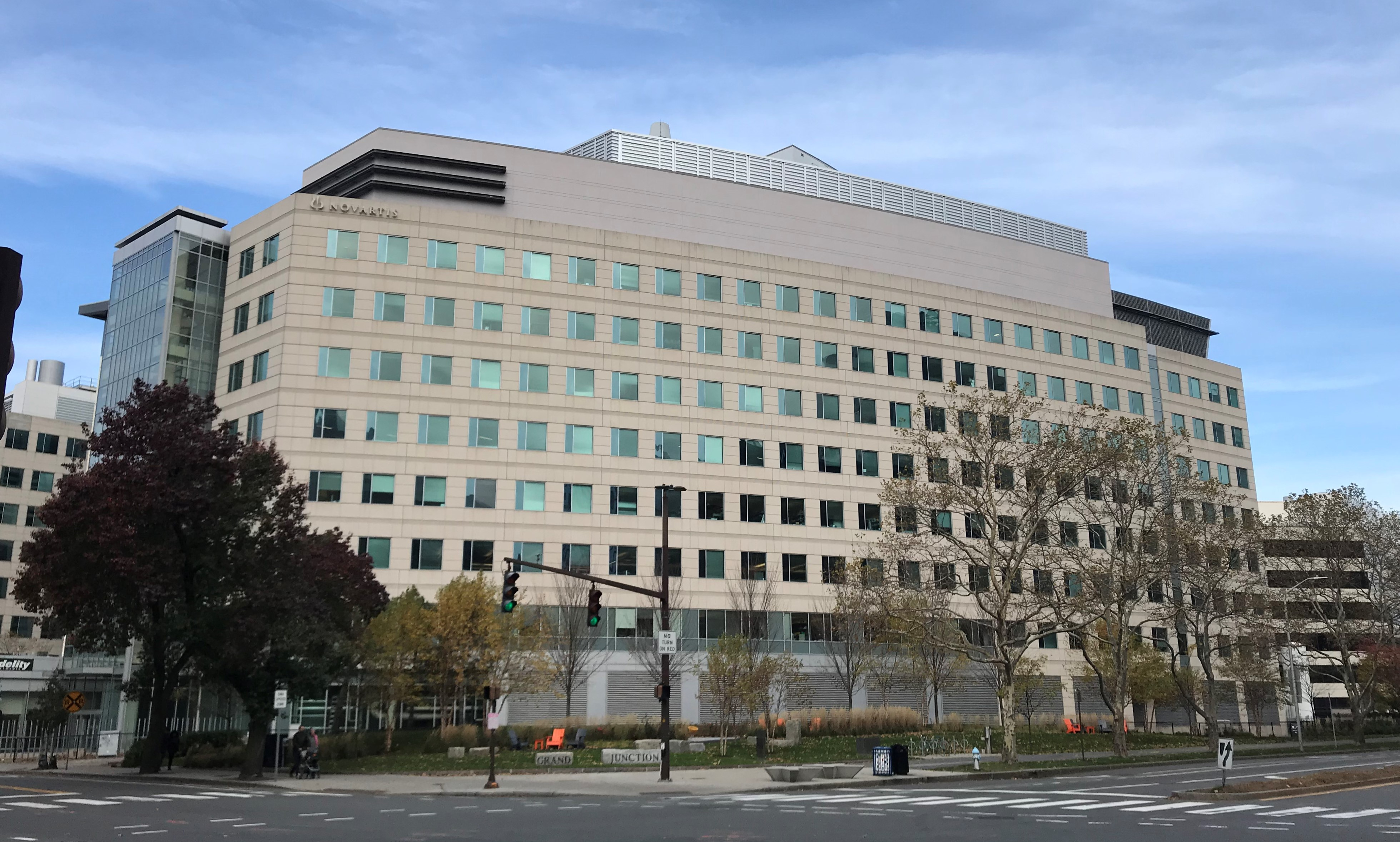
نوفارتيس في كامبريدج، ماساتشوستس في نوفمبر 2019.

يقع المقر الرئيسي لعمليات الشركة البحثية العالمية، التي تسمى معاهد نوفارتيس لأبحاث الطب الحيوي في كامبريدج بماساتشوستس في الولايات المتحدة.
يوجد معهدان بحثيان داخل معاهد نوفارتيس لأبحاث الطب الحيوي يركزان على الأمراض في العالم النامي:
- معهد نوفارتيس لأمراض المناطق المدارية، والذي يعمل على السل وحمى الضنك والملاريا.
- معهد نوفارتيس للقاحات للصحة العالمية، والذي يعمل على حمى التيفوئيد والشيجلا.[113]

تشارك شركة نوفارتيس في العديد من مشاريع البحثية التعاونية الممولة من القطاع العام، مع شركاء آخرين في المجال الصناعي والأكاديمي. مثل مجال تقييم السلامة غير السريرية في مشروع انومييد بريدتوكس، وتقوم الشركة بتوسيع أنشطتها في مشاريع بحثية مشتركة في إطار مبادرة الأدوية المبتكرة من الاتحاد الأوروبي للصناعات والجمعيات الصيدلانية والمفوضية الأوروبية.
تعمل شركة نوفارتس مع شركة علم 37 للأبحاث الإكلينيكية من أجل السماح بزيارات التطبيب عن بعد القائمة على الفيديو بدلا من سفر المرضى المادي إلى العيادات. وهي تخطط لعشر تجارب إكلينيكية على مدى ثلاث سنوات باستخدام تكنولوجيا الهاتف المحمول لمساعدة المرضى على تحريرهم من رحلات المستشفى المرهقه.

## المنتجات

### الأدوية
| الاسم                                                     | دواعي الاستخدام أو فئة المخدر               | المبيعات بالمليون دولار | المبيعات السنوية | % التغيير | ملاحظات |
| --------------------------------------------------------- | ------------------------------------------- | ----------------------- | ---------------- | --------- | --- |
| أكلاستا/ ريكلاست (حمض زوليدرونيك)                         | هشاشة العظام                                | 590                     | 2012             | −4%       | |
| أدلفان إيسيدركس (ريزيربين/ ديهيدرالازين/ هيدروكلورثيازيد) | ارتفاع ضغط الدم                             |                         |                  |           | |
| زوترس/ سيتكان/ أفينيتور (إيفيروليموس)                     | الوقاية من رفض الطعم لمختلف أنواع السرطانات | 797                     | 2012             | 80%       | |
| أمتورنيد (أليسكيرين/أملوديبين/هيدروكلورثيازيد)            | ارتفاع ضغط الدم                             |                         |                  |           | |
| أنافرانيل (كلوميبرامين)                                   | اضطراب اكتئابي، اضطراب وسواسي قهري          |                         |                  |           | |
| أركبتا نوهلير/ أوبرنز بيزهلر (إنداكاتيرول)                | داء الانسداد الرئوي المزمن                  |                         |                  |           | |
| برينالديكس (كلوباميد)                                     | ارتفاع ضغط الدم                             |                         |                  |           | |
| كلوزاريل / ليبونيكس (كلوزابين)                            | علاج لمرض الفصام                            |                         |                  |           | |
| كو ديوفان (فالسارتان/هيدروكلورثيازيد)                     | ارتفاع ضغط الدم                             |                         |                  |           | |
| كوارتيم / رياميت (أرتيميثر/لوميفانترين)                   | ملاريا (لم يكتمل)                           |                         |                  |           | |
| كومتان (إنتاكابون)                                        | مرض باركنسون                                | 530                     | 2012             | −14%      | |
| كوسنتيكس (سيكيوكينيوماب)                                  | صدفية                                       |                         |                  |           | |
| ديوفان (فالسارتان)                                        | ارتفاع ضغط الدم                             | 4,417                   | 2012             | −22%      | |
| إنتريستو (ساكوبيتريل / فالسارتان)                         | قصور القلب                                  |                         |                  |           | |
| انتروفورم (كليوكينول)                                     | داء الأميبات                                |                         |                  |           | |
| يوكرياس / جالفوس ميت (فيلداجليبتين/ميتفورمين)             | سكري النوع الثاني                           |                         |                  |           | |
| إكسلون باتش (ريفاستيجمين)                                 | مرض آلزهايمر                                | 1,050                   | 2012             | −2%       | |
| إكس فورج أملوديبين / فالسارتان                            | ارتفاع ضغط الدم                             | 1,352                   | 2012             | 12%       | |
| إكس جاد(ديفيراسيروكس)                                     | فرط حمل الحديد                              | 870                     | 2012             | 2%        | تصنع على شكل أقراص للإستحلاب الفموي                                                                             |
| فامفير (فامسيكلوفير)                                      | هربس نطاقي وباقي الفيروسات الهربسية         |                         |                  |           | |
| فانابت (إيلوبيريدون)                                      | الفصام                                      |                         |                  |           | |
| فيمارا (ليتروزول)                                         | سرطان الثدي                                 | 438                     | 2012             | −52%      | |
| فوكالين (ديكسميثيلفنيدات)                                 | اضطراب نقص الانتباه مع فرط النشاط           |                         |                  |           | أصبح أول دواء فوكالين متاحا في الولايات المتحدة الأمريكية عام 2007 بينما أصبخ فوكالين إكس أر متاحا في عام 2012. |
| فوراديل (فورموتيرول)                                      | ربو، داء الانسداد الرئوي المزمن             |                         |                  |           | |
| جالفيز (فيلداجليبتين)                                     | داء السكري من النوع التاني                  | 910                     | 2012             | 39%       | |
| جيلينيا (فينغوليمود)                                      | تصلب متعدد                                  | 1,195                   | 2012             | 142%      | |
| جلفك/ جليفك (إيماتينب)                                    | علم الأورام، أبيضاض الدم النقوي المزمن      | 4,675                   | 2012             | 0%        | |
| هيغروتون (كلورتاليدون)                                    | ارتفاع ضغط الدم                             |                         |                  |           | |
| إلاريس (كاناكينوماب)                                      | متلازمة دورية مرتبطة بكرايوبايرين           |                         |                  |           | |
| جادينو (ديفيراسيروكس)                                     | فرط حمل الحديد                              |                         |                  |           | أقراص عن طريق الفم                                                                                              |
| جاكفي (روكسوليتينيب)                                      | تليف نقوي (من متوسط إلى عالي الخطورة)       |                         |                  |           | |
| كيمريا (تيساجنليكلوسيل)                                   | لوكيميا الأرومة اللمفاوية الحادة            |                         |                  |           | |
| لامسيل (تيربينافين)                                       | العدوات الفطرية                             |                         |                  |           | |
| لسكول (فلوفاستاتين)                                       | فرط كولسترول الدم                           | 665                     | 2007             | −8%       | |
| ليوريزال (باكلوفين)                                       | فرط التوتر التشنجي                          |                         |                  |           | |
| لوتريل (أملوديبين/بينازيبريل)                             | ارتفاع ضغط الدم                             | 748                     | 2007             | −34%      | |
| لوسينتس (رانيبيزوماب)                                     | التنكس البقعي المرتبط بالسن                 | 2,398                   | 2012             | 17%       | |
| لوديوميل (مابروتيلين)                                     | اضطراب اكتئابي حاد                          |                         |                  |           | |
| فالسارتان                                                 |                                             |                         |                  |           | |
| مايزنت (سيبونيمود)                                        | التهاب الدماغ والنخاع المنتثر               |                         |                  |           | حصلت على موافقة إدارة الغذاء والدواء في 26 مارس 2019                                                            |

### صحة المستهلك
- مكملات الألياف
- كحول بيالكول
- صيغة باكلي للبرد والسعال
- أسبرينبروفين
- أدوية الصدر
- كومتركس البرد والسعال
- دينافير أو فيكتافير
- ميكونازول
- دوان تخفيف الآلام
- غليكوزيد سنامكي
- أسبرين/باراسيتامول/كافيين
- فينيستيل
- سيميثيكون
- هابترول
- كيري للعناية بالبشرة
- اللميسيل للعناية بالقدم
- تيربينافين لعلاج أعراض الهربس
- مالوكس
- النيكوتين
- كافيين
- لقاح خماسي التكافؤ
- أوتريفين (زايلوميتازولين)
- لانسوبرازول
- سافلون
- كليماستين
- أدوية السعال
- فاجيستات تيوكونازول
- تيكسيليكس
- فولتارين ديكلوفيناك

في يناير عام 2009، منحت وزارة الصحة والخدمات الإنسانية الأمريكية عقد بقيمة 486 مليون دولار لشركة نوفارتيس لبناء أول مصنع أمريكي لإنتاج لقاح الأنفلونزا القائم على الخلايا، والذي يقع مقره في هولي سبرينغز بنورث كارولينا. كان الهدف المعلن لهذا البرنامج هو القدرة على إنتاج 150,000,000 جرعة من لقاح الجائحة في غضون ستة أشهر من إعلان جائحة الأنفلونزا.
في أبريل عام 2014، قامت شركة نوفارتس بتجريد قسم صحة المستهلك بأصول تصل قيمتها إلى 3.5 مليار دولار في مشروع مشترك جديد يسمى جي إس كيه للرعاية الصحية الاستهلاكية مع شركة جلاكسو سميث كلاين، وتمتلك شركة نوفارتس حصة 36.5٪ من المشروع.
في مارس عام 2018، أعلنت شركة جي إس كيه أنها توصلت إلى اتفاق مع شركة نوفارتس للاستحواذ على حصتها البالغة 36.5٪ في مشروعها المشترك للرعاية الصحية الاستهلاكية مقابل 13 مليار دولار.

### صحة الحيوان

#### رعاية الحيوانات الأليفة
- ميلبيمايسين أوكسيم وهو منتج لمكافحة الديدان عن طريق الفم.
- ميلبيمايسين أوكسيم لوفينورون وهو منتج لمكافحة البراغيث عن طريق الفم.
- ديراماكس وهو منتج لعلاج الالتهابات والألم الناتجة عن هشاشة العظام للكلاب يؤخذ عن طريق الفم.
- كابستار وهو قرص شفوي لمكافحة البراغيث.
- برازيكوانتيل أو ميلبيمايسين أوكسيم أوكسيم وهو علاج للديدان يؤخذ عن طريق الفم.
- برنامج لوفينورون وهو قرص فموي لمكافحة البراغيث.

#### الثروة الحيوانية
- إيفيرمكتين وهو علاج لمكافحة القراد للماشية.
- ديسيكلانيل وهو علاج لمكافحة الذباب للأغنام.
- تيامولين وهو مضاد حيوي لعلاج الزحار عند الخنازير المرتبط بسيربولينا.
- ثلاثي الكلابيندازول هو غسول فموي للماشية يستخدم لعلاج جميع المراحل الثلاث من حظ الكبد والسيطرة عليها.
- فيراشيلد يستخدم للماشية الحامل كمساعد في الوقاية من الأمراض الناجمة عن التهاب الأنف البقري المعدي، والإسهال الناتج عن فيروس الأبقار بي في دي النوع الأول وبي في دي النوع الثاني، والأنفلونزا من النوع الثالث بي أي 3، وفيروسات الجهاز التنفسي المخلوي البقري.

#### مكافحة الحشرات والقوارض
- أكتارا (ثيامثوكسام)
- أترازين (أترازين)
- سيرومازين
- نيبوركس (سيرومازين)
- أوكسي فلاي
- بيروكسي أحادي كبريتات البوتاسيوم

## الخلافات والنقد

### تحدي قوانين براءات الاختراع الهندية
خاضت شركة نوفارتيس معركة مثيرة للجدل استمرت سبع سنوات للحصول على براءة اختراع بجليفيك في الهند، حتى وصلت الشركة فيها إلى رفع قضية إلى المحكمة العليا الهندية، حيث تم رفض طلب براءة الاختراع في النهاية.
في عام 1998، تقدمت شركة نوفارتس بطلب براءة اختراع في مركز القضية، كجزء من الاتفاقية التي وافقت عليها الهند بالانضمام إلى منظمة التجارة العالمية والالتزام بمعايير الملكية الفكرية العالمية بموجب اتفاقية تريبس.
لكن الهند أدخلت تغييرات على قانون براءات الاختراع الخاص بها، كان من أكبر هذه التغييرات، أن الهند تسمح ببراءات الاختراع على المنتجات. بدأ تنفيذ هذه التغييرات في عام 2005، لذلك انتظر طلب براءة الاختراع الخاص بشركة نوفارتيس في صندوق بريد مع الآخرين حتى ذلك الحين، بموجب الإجراءات التي وضعتها الهند لإدارة الانتقال. بعد تنفيذ هذه التغيرات أقرت الهند برفض طلب براءة الاختراع بسبب القانون الجديد.
في عام 1993، قبل أن تسمح الهند ببراءات الاختراع على المنتجات، حصلت نوفارتيس على براءة اختراع إيماتينيب، مع أملاح محددة بشكل غامض، في العديد من البلدان ولكن لا يمكنها الحصول على براءة اختراع في الهند. كانت الاختلافات الرئيسية بين طلبي براءة الاختراع هي أن طلب براءة الاختراع لعام 1998 حدد كمية ملح إيماتينيب ميسيلات الذي يحتوي عليها مضاد جليفيك، بينما طلب براءة الاختراع لعام 1993 لم يحدد أي أملاح ولم يذكر ميسيلات، لكن طلب براءة الاختراع لعام 1998 محدد الشكل الصلب لـ جليفيك وهي الطريقة التي يتم بها تجميع الجزيئات الفردية معا في مادة صلبة عند تصنيع الدواء نفسه، وهذا منفصل عن العمليات التي يتم من خلالها صياغة الدواء نفسه في شكل أقراص أو كبسولات، بينما طلب براءة الاختراع عام 1993 لم يفعل ذلك. إن الشكل الصلب لإيماتينيب ميسيلات في جليفيك هو بيتا بلوري.
كما هو منصوص عليه في اتفاقية تريبس، تقدمت نوفارتيس بطلب للحصول على حقوق التسويق الحصرية لشركة جليفيك من مكتب براءات الاختراع الهندي. في عام 2003، تم منح شركة نوفارتس براءة الاختراع.
استخدمت شركة نوفارتس حقوق التسويق الحصرية للحصول على أوامر ضد بعض الشركات المصنعة التي لا تحمل علامة تجارية والتي أطلقت بالفعل جليفيك في الهند. حددت شركة نوفارتس سعر عقار جليفيك بمبلغ 2666 دولارا أمريكيا لكل مريض شهريا، بينما كانت الشركات العامة تبيع إصداراتها بسعر من 177 إلى 266 دولارا أمريكيا لكل مريض شهريا. قدمت نوفارتيس برنامج لمساعدة المرضى الذين لا يستطيعون تحمل تكلفة نسختها من الدواء، بالتزامن مع إطلاق منتجها.
في عام 2005، بدأ فحص طلب براءة الاختراع الخاص بشركة نوفارتيس، وتعرض لهجوم فوري من المعارضين أصحاب الشركات العامة الذين بدأوا في بيع عقار جليفيك بالفعل في الهند ومن قبل المجموعات المناصرة. تم رفض الطلب من قبل مكتب براءات الاختراع ومن قبل مجلس الاستئناف. كان الأساس الرئيسي للرفض هو جزء من قانون براءات الاختراع الهندي الذي تم إنشاؤه عن طريق التعديل في عام 2005، والذي يعطي براءات الاختراع فقط للاستخدامات الجديدة للأدوية المعروفة وتعديلات الأدوية المعروفة.
حدد القانون هذا القسم في الفقرة الثالثة، أن مثل هذه الاختراعات قابلة للحماية ببراءة فقط لأنها تختلف اختلافا كبيرا في الخصائص الفعالة.
رفعت نوفارتيس الأمر إلى المحكمة لمحاولة إبطال الفقرة الثالثة، وقالت إن الحكم غامض بشكل غير دستوري وأنه ينتهك اتفاق تريبس.
خسرت شركة نوفارتيس تلك القضية ولم تستأنف فيها مرة أخرى. لكنها استأنفت قرار الرفض الصادر عن مكتب براءات الاختراع أمام المحكمة العليا الهندية التي تولت القضية.
توقفت قضية المحكمة العليا على تفسير الفقرة الثالثة. وقررت أن المادة التي سعت نوفارتيس للحصول على براءة اختراعها كانت في الواقع تعديلا لعقار معروف وهي الشكل الخام لإيماتينيب، الذي تم الكشف عنه علنا في طلب براءة الاختراع لعام 1993 وفي المقالات العلمية، وأن نوفارتيس لم تقدم دليلا على اختلاف المادة الفعالة بين الشكل النهائي لـ جليفيك والشكل الخام من إيماتينيب، وبالتالي تم رفض طلب براءة الاختراع بشكل صحيح من قبل مكتب براءات الاختراع والمحاكم.
على الرغم من أن المحكمة حكمت بشكل ضيق، وقالت أن طلب براءة الاختراع قد تم تقديمه خلال فترة انتقالية في قانون براءات الاختراع الهندي، أدى هذا القرار إلى تغطية إخبارية عالمية واسعة النطاق وأعاد إشعال المناقشات حول الموازنة بين الصالح العام و التسعير الاحتكاري  والابتكار مع القدرة على تحمل التكاليف.
قيل في القرار الإخباري أن إذا حصلت شركة نوفارتس على براءة الاختراع، لكان بإمكانها إلزام الشركات بدفع مبالغ فدية بموجب البند المنصوص عليه في قانون براءات الاختراع الهندي، بدلا من ان تقوم بمنع شركات الأدوية في الهند من بيع عقار جليفيك.
رد رانجيت شاهاني، نائب الرئيس والعضو المنتدب لشركة نوفارتيس انديا قائلا:
هذا الحكم انتكاسة للمرضى من شأنه أن يعيق التقدم الطبي للأمراض دون خيارات علاج فعالة. وقال أيضا أن شركات مثل نوفارتيس ستستثمر أموالا أقل في الأبحاث في الهند نتيجة لهذا الحكم. كما أكدت نوفارتيس أنها لا تزال ملتزمة بالحصول على الأدوية الخاصة بها.
وفقا لشركة نوفارتس، قد قدمت أكثر من 1.7 مليار دولار للمرضى الهنود من خلال تلقيهم جليفيك مجانا في برنامج الدعم الخاص بالشركة منذ بدايته، ووفقا لعام 2013، فإن 95% من المرضى الهنود يتلقون جليفيك مجانا.

### دعوى التمييز الجنسي
في 17 مايو عام 2010، ألزمت هيئة محلفين في محكمة مقاطعة الولايات المتحدة للمنطقة الجنوبية لنيويورك شركة نوفارتس بدفع مبلغ 367,250 دولار كتعويضات، حيث وجد أن الشركة قد ارتكبت تمييزا جنسيا ضد اثنتي عشرة ممثلة مبيعات ومديرة مبتدئة منذ عام 2002، من حيث الراتب والترقية والعلاج بعد معرفة أن الموظفات حامل. بعد شهرين اتفقت الشركة مع المدعين الباقين بدفع مبلغ 152.5 مليون دولار بالإضافة إلى أتعاب المحاماة.

### مخالفات التسويق
في سبتمبر عام 2008، أرسلت إدارة الغذاء والدواء الأمريكية إشعارا إلى شركة نوفارتس للأدوية بشأن إعلانها عن عقار فوكالين إكس أر، وهو علاج لاضطراب نقص الانتباه مع فرط النشاط، حيث بالغت الشركة في فعاليتها أثناء التسويق للجمهور والمهنيين الطبيين.
في عام 2005، فتح المدعون الفدراليون تحقيقا حول تسويق شركة نوفارتيس للعديد من الأدوية مثل:
- أوكسكاربازيبين لعلاج الصرع.
- الأدوية المضادة للنوبات القلبية.
- ثلاثة أنواع من أدوية القلب وهى المنتجات الأكثر مبيعا للشركة.
- اكسفورج.
- تكترنا.
- ساندوستاتين.
- أحد الأدوية التي تعالج اضطراب هرمون النمو.
- زيلورم.
- أحد الأدوية التي تعالج متلازمة القولون العصبي.[149]

في سبتمبر عام 2010، دفعت شركة نوفارتيس مبلغ 422.5 مليون دولار أمريكي في الدعاوى الجنائية والمدنية للدخول في اتفاقية سلامة الشركات مع مكتب المفتش العام الأمريكي.
وفقا لصحيفة نيويورك تايمز، اتهم بعض المدعون الفدراليون شركة نوفارتيس بدفع رشاوى غير قانونية إلى أخصائيين الرعاية الصحية من خلال برامج المتحدثين والمجالس الاستشارية والترفيه والسفر والوجبات.
في فبراير أنكرت الشركة ارتكاب أي مخالفات.
لكن من الواضح أن نوفارتس كانت تسوق منتجاتها خارج العلامة التجارية، لكنهم توقفوا عن ذلك بسبب أنهم لا يملكون ساق للوقوف عليها.
في أبريل عام 2013، رفع المدعين الفيدراليين دعوتين قضائيتين ضد شركة نوفارتيس بموجب قانون الادعاءات الكاذبة للتسويق خارج العلامة التجارية والعمولات، وفي كلتا الدعوتين، يطالب المدعون بتعويضات ثلاثة أضعاف.  الدعوى الأولى اتهمت شركة نوفارتس بأنها تقوم بإقناع الصيدليات بتحويل الآلاف من مرضى زراعة الكلى إلى عقار ميفورتيك المثبط للمناعة مقابل عمولات مقنعة في صورة خصومات. في الدعوى الثانية، انضمت وزارة العدل إلى دعوى قضائية رفعها مندوب مبيعات سابق بشأن تسويق ثلاثة عقاقير خارج التسمية وهم لوتريل وفالتورنا وكلاهما من عقاقير ارتفاع ضغط الدم، وعقار ستارليكس لعلاج السكري. كما انضمت سبع وعشرون ولاية إلى الدعوى بالإضافة إلى مقاطعة كولومبيا وشيكاغو ونيويورك.

### محاربة الوصفات الطبية
تسوق شركة نوفارتس عقار رانيبيزوماب الذي يحمل اسم لوسينتس كاسم تجاريا، خارج الولايات المتحدة الأمريكية، وهو جزء من الجسم المضاد وحيد النسيلة مشتق من نفس الجسم المضاد الأصلي مثل بيفاسيزوماب (أفاستين). حيث تم إنشاء كل من أفاستين و لوسينتس بواسطة شركة جينينتيك المملوكة لشركة هوفمان-لا روش، وتقوم شركة هوفمان-لا روش بتسويق منتجات أفاستين في جميع أنحاء العالم، كما تقوم بتسويق لوسينتس في الولايات المتحدة. 
تمت الموافقة على لوسينتس في جميع أنحاء العالم كعلاج للضمور البصري واضطرابات الشبكية الأخرى، يستخدم أفاستين لعلاج بعض أنواع السرطان. ونظرا لغلاء سعر لوسينتس، فقد بدأ العديد من أطباء العيون في الحصول على أدوية مركبة من أفاستين لعلاج العين، وبدأوا في علاج مرضاهم باستخدام أفاستين. في عام 2011، أقرت أربع مؤسسات ثقتها بالخدمة الصحية الوطنية في المملكة المتحدة وسياسات الموافقة على الاستخدام وعملهم مع إدارة أفاستين للضمور البقعي.
في أبريل عام 2012، أعلنت شركة نوفارتس أنها ستقاضي الصناديق الاستئمانية، بسبب أنها ترفض تداول عقار أفاستين من أجل الحفاظ على سوق عقار لوسينتس، بحجة أن من غير المؤكد ما إذا كان عقار أفاستين آمن وفعال مثل عقار لوسينتس.
في يوليو، قدمت شركة نوفارتس خصومات كبيرة للصناديق الاستئمانية، بعد ذلك وافقت الصناديق على تغيير سياستها، في نوفمبر أسقطت نوفارتس الدعوى.

### فضيحة بيانات فالسارتان
في صيف عام 2013، قام أحد موظفي شركة نوفارتس لكنه لم يكشف عن علاقته بنوفارتس بل نفسه على انه محاضر فقط في جامعة مدينة أوساكا، بالتلاعب في التحليل الإحصائي الخاص بمنشورات التجارب السريرية التي يقال إنها تظهر أن مادة الفالسارتان التي تحمل العلامة التجارية الخاصة بديوفان،
 بسبب ذلك تراجعت جامعتان يابانيتان عن العديد من منشورات التجارب السريرية، بالإضافة إلي توقف العديد من المستشفيات اليابانية عن استخدام العقار، ونشرت وسائل الإعلام تقارير عن الفضيحة في اليابان.
في يناير 2014، قدمت وزارة الصحة اليابانية شكوى جنائية إلى مكتب المدعي العام في طوكيو ضد شركة نوفارتس وعدد غير محدد من الموظفين، بدعوى تضليل المستهلكين من خلال الإعلانات التي استخدمت في البحث لدعم فوائد ديوفان.
في 1 يوليو عام 2014، أعلن مكتب المدعي العام عن توجيه الاتهامات رسميا إلى الشركة وأحد موظفيها.

### رشوة المسؤولين اليونانيين
في يناير عام 2018، بدأت السلطات اليونانية في التحقيق مع شركة نوفارتس بتهمة تقديم رشوة لمسؤولين عموميين في الفترة ما بين عامي 2006 و 2015، وتضمنت هذه الرشاوي اثنين من رؤساء الوزراء السابقين، وسلسلة من الوزراء السابقين خدموا في وزارتي الصحة والاقتصاد. تم منع المدير الحالي لشركة نوفارتيس من مغادرة البلاد.
وصف نائب الوزير الحالي هذه القضية بأنها أكبر فضيحة لليونان منذ إقامة الدولة اليونانية، والتي تسببت في انفجار الإنفاق الحكومي السنوي على الأدوية.
نفي معظم الوزراء الذين يرتبطون بالقضية صلتهم بشركة نوفارتس ووصفوا القضية بأنها استهداف سياسي وتنمر تم إنشاءه من قبل حزب سيريزا.
إلى جانب الرشوة التي تنطوي على زيادات مصطنعة في أسعار العديد من الأدوية،
```
تشمل القضية قضية 
غسل أموال
، مع الاشتباه في وجود أموال غير مشروعة تزيد عن 4 مليار يورو.
[
165
]
```

في يونيو عام 2020، توصلت شركة نوفارتس إلى تسويات مع وزارة العدل الأمريكية، ولجنة الأوراق المالية، والبورصات الأمريكية، لحل جميع التحقيقات القانونية للممارسات الأجنبية الفاسدة في تاريخ سلوك شركة نوفارتس والشركات التابعة لها الحالية والسابقة إلى دفع مبلغ يعادل 233.9 مليون دولار أمريكي لوزارة العدل و 112.8 مليار دولار أمريكي للجنة الأوراق المالية والبورصات.

### مدفوعات مايكل كوهين
في عام 2017، بعد تولي دونالد ترامب الحكم في الولايات المتحدة، دفعت شركة نوفارتس مبلغ 1.2 مليون دولار لشركة المستشارون الأساسيون، وهي شركة مملوكة لمايكل كوهين.
تقوم شركة نوفارتس بدفع مبلغ شهريا لشركة كوهين يقل قليلا عن 100,000 دولار. أعلنت شركة نوفارتس انها تدفع هذه المبالغ لشركة كوهين لمساعدتها على فهم وتأثير نهج الإدارة الجديدة لتسعيرة الأدوية وتنظيمها.
في يوليو عام 2018، كشفت تقارير لجنة مجلس الشيوخ الأمريكي أن علاقة شركة نوفارتس وشركة كوهين علاقة طويلة لا تقتصر فقط على المساعدات. صرحت شركة نوفارتس في البداية أن العلاقة توقفت بعد شهر من إبرام عقد بقيمة 1.2 مليون دولار أمريكي مع شركة كوهين الاستشارية لأن الاستشاريين لم يتمكنوا من توفير المعلومات التي تحتاجها شركة الأدوية. بعد ذلك أصبح من الواضح أن الرئيس التنفيذي السابق جوزيف خيمينيز وكوهين تواصلوا عبر البريد الإلكتروني عدة مرات خلال عام 2017، وتضمنت هذه الرسائل أفكار لخفض أسعار الأدوية لمناقشتها مع الرئيس. وفقا للتقرير فقد ظهرت العديد من الأفكار لاحقا في خطة تسعير الأدوية التي وضعها ترامب، والتي صدرت في أوائل عام 2018، وتم فيها حماية شركات الأدوية من انخفاض الإيرادات.

### فضيحة سلامة بيانات أفيكسيس
في مايو عام 2019، بعد أن حصلت شركة نوفارتس على الموافقة على إنتاج عقار أوناسمنوجين أبيبارفوفك، كشفت شركة أفيكسيس وهي إحدى شركات نوفارتس، أن طواعية إدارة الغذاء والدواء و بعض البيانات التي تم تقديمها إلى الوكالة كجزء من حزمة طلب ترخيص المستحضرات الدوائية الحيوية كانت غير دقيقة. على وجه التحديد، كان التلاعب بالبيانات المتعلقة بمقايسة فاعلية الفئران في الجسم الحي المستخدم في التطوير المبكر للمنتج ولكن المشكلة التي اتخذتها إدارة الغذاء والدواء والمجتمع الأوسع هي أن أفيكسيس كانت على علم بـ التلاعب بالبيانات منذ 14 مارس 2019، أي ما يقرب من شهرين  قبل الموافقة على إنتاج العقار.
في أوائل شهر أغسطس، ظهر أن أحد من كبار المديرين قد باع ما يقرب من مليون دولار من الأسهم على الفور قبل أن يصبح تحقيق إدارة الغذاء والدواء معروفا في 6 أغسطس.

## العمل الخيري

### محاربة الجذام
منذ عقود وشركة نوفارتس تلتزم بالقضاء على مرض الجذام من خلال توفير العلاج المجاني متعدد الأدوية لجميع البلدان الموبوءة منذ عام 2000.

## إنظر أيضا
- قائمة شركات الأدوية
- أسترا زينيكا
- فايزر
- جونسون آند جونسون
- هوفمان-لا روش
- صناعة الأدوية في سويسرا

## وصلات خارجية
- الموقع الرسمي لشركة نوفارتس.
- الموقع الرسمي لشركة نوفارتس مصر.

يوتيوب
- مهمة نوفارتس.
- نوفارتس في 2020.
  - النتائج المالية للربع الثالث من عام 2020.
  - النتائج المالية للربع الثاني من عام 2020.
  - النتائج المالية للربع الأول من عام 2020.
- نوفارتس في 2019.
  - النتائج المالية للربع الثالث من عام 2019.
  - النتائج المالية للربع الثاني من عام 2019.
  - النتائج المالية للربع الأول من عام 2019.
- السرطان وعلاجه- وثائقي نوفارتس.
- سلسلة العلم في ثواني: نظرية الخلية والجينات.
- الكوفيد 19.